# Centar za politološka istraživanja
Centar za politološka istraživanja utemeljen je 2001. godine kao prva privatna znanstvena institucija takve vrste u Republici Hrvatskoj, a na temelju vrijednosti zapadne civilizacije, s vjerom u napredak društva, posredovan znanošću, poradi razvoja politologije i ograničavanja institucionalnog monopola u području političkih znanosti u Republici Hrvatskoj, uvažavajući demokraciju, slobodu istraživanja, pluralizam, toleranciju i tržišno gospodarstvo. Ideja osnivanja datira iz 1995. godine. Društvene i druge okolnosti zapriječile su realizaciju projekta.
Na temelju odluke Ministarstva znanosti, obrazovanja i športa Republike Hrvatske, prema Zakonu o znanstveno-istraživačkoj djelatnosti (Narodne novine 59/96), ministar znanosti i tehnologije 12. lipnja 2001. izdao je Suglasnost da se Centar za politološka istraživanja može upisati u sudski registar radi obavljanja znanstveno istraživačke djelatnosti iz područja politologije. Centar okuplja četvero znanstvenih novaka na projektu Ministarstva znanosti, obrazovanja i športa „Globalizacija politike i refleksije na hrvatsko društvo i državu 21. stoljeća (šifra projekta: 254-0000000-3418)“. Voditelj projekta, kao i cijele institucije je prof. dr. sc. Anđelko Milardović, znanstveni savjetnik u trajnom zvanju pri Institutu za migracije i narodnosti. U Centru je također zaposlena i djelatnica zadužena za upravno-financijske poslove te nakladničku djelatnost. Centar se znanstveno temelji na UNESCO-ovoj paradigmi. UNESCO politologiju dijeli na političku teoriju, unutarnju politiku (politički sustavi), vanjsku politiku i međunarodne odnose te politološke discipline. Organizacijski se temelji na globalističkoj paradigmi ili internetskoj globalnoj umreženosti znanstvenika okupljenih oko problemskih projekata.

## Glavni ciljevi
| - 12. Informacijsko društvo i globalizacija: Transformacija političkog Međunarodni znanstveni skup, Dubrovnik, 22. listopada 2010. - 11. Suverenitet u doba globalizacije Međunarodni znanstveni skup, Dubrovnik, 23. listopada i 24. listopada 2009. - 10. Suočavanje s prošlošću Međunarodni znanstveni skup, Zagreb, 23. travnja 2009. - 9. Globalizacija kulture Arhivirana inačica izvorne stranice od 15. srpnja 2009. (Wayback Machine) Međunarodni znanstveni skup, Dubrovnik, 17. listopada i 18. listopada 2008. - 8. Europska unija i globalna demokracija Međunarodni znanstveni skup, Zagreb, 29. svibnja 2008. - 7. Globalizacija politike[neaktivna poveznica] Međunarodni znanstveni skup, Dubrovnik, 12. listopada i 13. listopada 2007. - 6. Lustracija i konsolidacija demokracije i vladavina prava u Srednjoj i Istočnoj Europi Arhivirana inačica izvorne stranice od 10. listopada 2007. (Wayback Machine) Međunarodni znanstveni skup, Zagreb, 24. svibnja 2007. - 5. Euroskepticizam i europske integracije Arhivirana inačica izvorne stranice od 13. lipnja 2007. (Wayback Machine) Međunarodni znanstveni skup, Zagreb, 12. travnja i 13. travnja 2007. - 4. Geopolitički aspekti nafte i vode Arhivirana inačica izvorne stranice od 13. lipnja 2007. (Wayback Machine) 15. prosinca 2006., Zagreb - 3. Tranzicija u zemljama Srednje i Istočne Europe: iskustva i perspektive Arhivirana inačica izvorne stranice od 31. svibnja 2008. (Wayback Machine) Međunarodni znanstveni skup, Dubrovnik, 3. studenog i 4. studenog 2006. - 2. Transformacija političkih stranaka Arhivirana inačica izvorne stranice od 13. lipnja 2007. (Wayback Machine) 28. lipnja 2006., Zagreb - 1. Globalizacija i neoliberalizam (Refleksije na hrvatsko društvo) Arhivirana inačica izvorne stranice od 28. studenoga 2007. (Wayback Machine) 19. travnja 2006., Zagreb \| - - European Union and Global Democracy Arhivirana inačica izvorne stranice od 30. rujna 2009. (Wayback Machine), Davorka Vidović i Raffaele Marchetti (ur.), 2010. - Euroscepticism and European Integration Arhivirana inačica izvorne stranice od 30. rujna 2009. (Wayback Machine), Krisztina Arató i Petr Kaniok (ur.), 2009. - Geopolitički aspekti nafte i vode Arhivirana inačica izvorne stranice od 30. rujna 2009. (Wayback Machine), Igor Dekanić i Vladimir Lay (ur.), 2008. - Globalization of Politics Arhivirana inačica izvorne stranice od 30. rujna 2009. (Wayback Machine), Anđelko Milardović, Davor Pauković i Davorka Vidović (ur.), 2008. - Kriza i transformacija političkih stranaka Arhivirana inačica izvorne stranice od 2. travnja 2012. (Wayback Machine), Anđelko Milardović, Dražen Lalić i Zoran Malenica (ur.), 2007. - Lustration and Consolidation of Democracy and the Rule of Law in Central and Eastern Europe Arhivirana inačica izvorne stranice od 2. travnja 2012. (Wayback Machine), Vladimíra Dvořáková i Anđelko Milardović (ur.), 2007. - Transition in Central and Eastern European Countries: Experiences and Future Perspectives Arhivirana inačica izvorne stranice od 30. rujna 2009. (Wayback Machine), Pero Maldini i Davorka Vidović (ur.), 2007. - Globalizacija i neoliberalizam: Refleksije na hrvatsko društvo Arhivirana inačica izvorne stranice od 21. srpnja 2009. (Wayback Machine), Davor Pauković i Davorka Vidović (ur.), 2006. Vanjske poveznice - Službene stranice Centra za politološka istraživanja - časopis Suvremene teme/Contemporary Issues Arhivirana inačica izvorne stranice od 13. veljače 2010. (Wayback Machine) \| |
| - - European Union and Global Democracy Arhivirana inačica izvorne stranice od 30. rujna 2009. (Wayback Machine), Davorka Vidović i Raffaele Marchetti (ur.), 2010. - Euroscepticism and European Integration Arhivirana inačica izvorne stranice od 30. rujna 2009. (Wayback Machine), Krisztina Arató i Petr Kaniok (ur.), 2009. - Geopolitički aspekti nafte i vode Arhivirana inačica izvorne stranice od 30. rujna 2009. (Wayback Machine), Igor Dekanić i Vladimir Lay (ur.), 2008. - Globalization of Politics Arhivirana inačica izvorne stranice od 30. rujna 2009. (Wayback Machine), Anđelko Milardović, Davor Pauković i Davorka Vidović (ur.), 2008. - Kriza i transformacija političkih stranaka Arhivirana inačica izvorne stranice od 2. travnja 2012. (Wayback Machine), Anđelko Milardović, Dražen Lalić i Zoran Malenica (ur.), 2007. - Lustration and Consolidation of Democracy and the Rule of Law in Central and Eastern Europe Arhivirana inačica izvorne stranice od 2. travnja 2012. (Wayback Machine), Vladimíra Dvořáková i Anđelko Milardović (ur.), 2007. - Transition in Central and Eastern European Countries: Experiences and Future Perspectives Arhivirana inačica izvorne stranice od 30. rujna 2009. (Wayback Machine), Pero Maldini i Davorka Vidović (ur.), 2007. - Globalizacija i neoliberalizam: Refleksije na hrvatsko društvo Arhivirana inačica izvorne stranice od 21. srpnja 2009. (Wayback Machine), Davor Pauković i Davorka Vidović (ur.), 2006. - Službene stranice Centra za politološka istraživanja - časopis Suvremene teme/Contemporary Issues Arhivirana inačica izvorne stranice od 13. veljače 2010. (Wayback Machine) |

| - - European Union and Global Democracy Arhivirana inačica izvorne stranice od 30. rujna 2009. (Wayback Machine), Davorka Vidović i Raffaele Marchetti (ur.), 2010. - Euroscepticism and European Integration Arhivirana inačica izvorne stranice od 30. rujna 2009. (Wayback Machine), Krisztina Arató i Petr Kaniok (ur.), 2009. - Geopolitički aspekti nafte i vode Arhivirana inačica izvorne stranice od 30. rujna 2009. (Wayback Machine), Igor Dekanić i Vladimir Lay (ur.), 2008. - Globalization of Politics Arhivirana inačica izvorne stranice od 30. rujna 2009. (Wayback Machine), Anđelko Milardović, Davor Pauković i Davorka Vidović (ur.), 2008. - Kriza i transformacija političkih stranaka Arhivirana inačica izvorne stranice od 2. travnja 2012. (Wayback Machine), Anđelko Milardović, Dražen Lalić i Zoran Malenica (ur.), 2007. - Lustration and Consolidation of Democracy and the Rule of Law in Central and Eastern Europe Arhivirana inačica izvorne stranice od 2. travnja 2012. (Wayback Machine), Vladimíra Dvořáková i Anđelko Milardović (ur.), 2007. - Transition in Central and Eastern European Countries: Experiences and Future Perspectives Arhivirana inačica izvorne stranice od 30. rujna 2009. (Wayback Machine), Pero Maldini i Davorka Vidović (ur.), 2007. - Globalizacija i neoliberalizam: Refleksije na hrvatsko društvo Arhivirana inačica izvorne stranice od 21. srpnja 2009. (Wayback Machine), Davor Pauković i Davorka Vidović (ur.), 2006. - Službene stranice Centra za politološka istraživanja - časopis Suvremene teme/Contemporary Issues Arhivirana inačica izvorne stranice od 13. veljače 2010. (Wayback Machine) |

| - 12. Informacijsko društvo i globalizacija: Transformacija političkog Međunarodni znanstveni skup, Dubrovnik, 22. listopada 2010. - 11. Suverenitet u doba globalizacije Međunarodni znanstveni skup, Dubrovnik, 23. listopada i 24. listopada 2009. - 10. Suočavanje s prošlošću Međunarodni znanstveni skup, Zagreb, 23. travnja 2009. - 9. Globalizacija kulture Arhivirana inačica izvorne stranice od 15. srpnja 2009. (Wayback Machine) Međunarodni znanstveni skup, Dubrovnik, 17. listopada i 18. listopada 2008. - 8. Europska unija i globalna demokracija Međunarodni znanstveni skup, Zagreb, 29. svibnja 2008. - 7. Globalizacija politike[neaktivna poveznica] Međunarodni znanstveni skup, Dubrovnik, 12. listopada i 13. listopada 2007. - 6. Lustracija i konsolidacija demokracije i vladavina prava u Srednjoj i Istočnoj Europi Arhivirana inačica izvorne stranice od 10. listopada 2007. (Wayback Machine) Međunarodni znanstveni skup, Zagreb, 24. svibnja 2007. - 5. Euroskepticizam i europske integracije Arhivirana inačica izvorne stranice od 13. lipnja 2007. (Wayback Machine) Međunarodni znanstveni skup, Zagreb, 12. travnja i 13. travnja 2007. - 4. Geopolitički aspekti nafte i vode Arhivirana inačica izvorne stranice od 13. lipnja 2007. (Wayback Machine) 15. prosinca 2006., Zagreb - 3. Tranzicija u zemljama Srednje i Istočne Europe: iskustva i perspektive Arhivirana inačica izvorne stranice od 31. svibnja 2008. (Wayback Machine) Međunarodni znanstveni skup, Dubrovnik, 3. studenog i 4. studenog 2006. - 2. Transformacija političkih stranaka Arhivirana inačica izvorne stranice od 13. lipnja 2007. (Wayback Machine) 28. lipnja 2006., Zagreb - 1. Globalizacija i neoliberalizam (Refleksije na hrvatsko društvo) Arhivirana inačica izvorne stranice od 28. studenoga 2007. (Wayback Machine) 19. travnja 2006., Zagreb \| - - European Union and Global Democracy Arhivirana inačica izvorne stranice od 30. rujna 2009. (Wayback Machine), Davorka Vidović i Raffaele Marchetti (ur.), 2010. - Euroscepticism and European Integration Arhivirana inačica izvorne stranice od 30. rujna 2009. (Wayback Machine), Krisztina Arató i Petr Kaniok (ur.), 2009. - Geopolitički aspekti nafte i vode Arhivirana inačica izvorne stranice od 30. rujna 2009. (Wayback Machine), Igor Dekanić i Vladimir Lay (ur.), 2008. - Globalization of Politics Arhivirana inačica izvorne stranice od 30. rujna 2009. (Wayback Machine), Anđelko Milardović, Davor Pauković i Davorka Vidović (ur.), 2008. - Kriza i transformacija političkih stranaka Arhivirana inačica izvorne stranice od 2. travnja 2012. (Wayback Machine), Anđelko Milardović, Dražen Lalić i Zoran Malenica (ur.), 2007. - Lustration and Consolidation of Democracy and the Rule of Law in Central and Eastern Europe Arhivirana inačica izvorne stranice od 2. travnja 2012. (Wayback Machine), Vladimíra Dvořáková i Anđelko Milardović (ur.), 2007. - Transition in Central and Eastern European Countries: Experiences and Future Perspectives Arhivirana inačica izvorne stranice od 30. rujna 2009. (Wayback Machine), Pero Maldini i Davorka Vidović (ur.), 2007. - Globalizacija i neoliberalizam: Refleksije na hrvatsko društvo Arhivirana inačica izvorne stranice od 21. srpnja 2009. (Wayback Machine), Davor Pauković i Davorka Vidović (ur.), 2006. Vanjske poveznice - Službene stranice Centra za politološka istraživanja - časopis Suvremene teme/Contemporary Issues Arhivirana inačica izvorne stranice od 13. veljače 2010. (Wayback Machine) \| |
| - - European Union and Global Democracy Arhivirana inačica izvorne stranice od 30. rujna 2009. (Wayback Machine), Davorka Vidović i Raffaele Marchetti (ur.), 2010. - Euroscepticism and European Integration Arhivirana inačica izvorne stranice od 30. rujna 2009. (Wayback Machine), Krisztina Arató i Petr Kaniok (ur.), 2009. - Geopolitički aspekti nafte i vode Arhivirana inačica izvorne stranice od 30. rujna 2009. (Wayback Machine), Igor Dekanić i Vladimir Lay (ur.), 2008. - Globalization of Politics Arhivirana inačica izvorne stranice od 30. rujna 2009. (Wayback Machine), Anđelko Milardović, Davor Pauković i Davorka Vidović (ur.), 2008. - Kriza i transformacija političkih stranaka Arhivirana inačica izvorne stranice od 2. travnja 2012. (Wayback Machine), Anđelko Milardović, Dražen Lalić i Zoran Malenica (ur.), 2007. - Lustration and Consolidation of Democracy and the Rule of Law in Central and Eastern Europe Arhivirana inačica izvorne stranice od 2. travnja 2012. (Wayback Machine), Vladimíra Dvořáková i Anđelko Milardović (ur.), 2007. - Transition in Central and Eastern European Countries: Experiences and Future Perspectives Arhivirana inačica izvorne stranice od 30. rujna 2009. (Wayback Machine), Pero Maldini i Davorka Vidović (ur.), 2007. - Globalizacija i neoliberalizam: Refleksije na hrvatsko društvo Arhivirana inačica izvorne stranice od 21. srpnja 2009. (Wayback Machine), Davor Pauković i Davorka Vidović (ur.), 2006. - Službene stranice Centra za politološka istraživanja - časopis Suvremene teme/Contemporary Issues Arhivirana inačica izvorne stranice od 13. veljače 2010. (Wayback Machine) |

| - - European Union and Global Democracy Arhivirana inačica izvorne stranice od 30. rujna 2009. (Wayback Machine), Davorka Vidović i Raffaele Marchetti (ur.), 2010. - Euroscepticism and European Integration Arhivirana inačica izvorne stranice od 30. rujna 2009. (Wayback Machine), Krisztina Arató i Petr Kaniok (ur.), 2009. - Geopolitički aspekti nafte i vode Arhivirana inačica izvorne stranice od 30. rujna 2009. (Wayback Machine), Igor Dekanić i Vladimir Lay (ur.), 2008. - Globalization of Politics Arhivirana inačica izvorne stranice od 30. rujna 2009. (Wayback Machine), Anđelko Milardović, Davor Pauković i Davorka Vidović (ur.), 2008. - Kriza i transformacija političkih stranaka Arhivirana inačica izvorne stranice od 2. travnja 2012. (Wayback Machine), Anđelko Milardović, Dražen Lalić i Zoran Malenica (ur.), 2007. - Lustration and Consolidation of Democracy and the Rule of Law in Central and Eastern Europe Arhivirana inačica izvorne stranice od 2. travnja 2012. (Wayback Machine), Vladimíra Dvořáková i Anđelko Milardović (ur.), 2007. - Transition in Central and Eastern European Countries: Experiences and Future Perspectives Arhivirana inačica izvorne stranice od 30. rujna 2009. (Wayback Machine), Pero Maldini i Davorka Vidović (ur.), 2007. - Globalizacija i neoliberalizam: Refleksije na hrvatsko društvo Arhivirana inačica izvorne stranice od 21. srpnja 2009. (Wayback Machine), Davor Pauković i Davorka Vidović (ur.), 2006. - Službene stranice Centra za politološka istraživanja - časopis Suvremene teme/Contemporary Issues Arhivirana inačica izvorne stranice od 13. veljače 2010. (Wayback Machine) |

| - 12. Informacijsko društvo i globalizacija: Transformacija političkog Međunarodni znanstveni skup, Dubrovnik, 22. listopada 2010. - 11. Suverenitet u doba globalizacije Međunarodni znanstveni skup, Dubrovnik, 23. listopada i 24. listopada 2009. - 10. Suočavanje s prošlošću Međunarodni znanstveni skup, Zagreb, 23. travnja 2009. - 9. Globalizacija kulture Arhivirana inačica izvorne stranice od 15. srpnja 2009. (Wayback Machine) Međunarodni znanstveni skup, Dubrovnik, 17. listopada i 18. listopada 2008. - 8. Europska unija i globalna demokracija Međunarodni znanstveni skup, Zagreb, 29. svibnja 2008. - 7. Globalizacija politike[neaktivna poveznica] Međunarodni znanstveni skup, Dubrovnik, 12. listopada i 13. listopada 2007. - 6. Lustracija i konsolidacija demokracije i vladavina prava u Srednjoj i Istočnoj Europi Arhivirana inačica izvorne stranice od 10. listopada 2007. (Wayback Machine) Međunarodni znanstveni skup, Zagreb, 24. svibnja 2007. - 5. Euroskepticizam i europske integracije Arhivirana inačica izvorne stranice od 13. lipnja 2007. (Wayback Machine) Međunarodni znanstveni skup, Zagreb, 12. travnja i 13. travnja 2007. - 4. Geopolitički aspekti nafte i vode Arhivirana inačica izvorne stranice od 13. lipnja 2007. (Wayback Machine) 15. prosinca 2006., Zagreb - 3. Tranzicija u zemljama Srednje i Istočne Europe: iskustva i perspektive Arhivirana inačica izvorne stranice od 31. svibnja 2008. (Wayback Machine) Međunarodni znanstveni skup, Dubrovnik, 3. studenog i 4. studenog 2006. - 2. Transformacija političkih stranaka Arhivirana inačica izvorne stranice od 13. lipnja 2007. (Wayback Machine) 28. lipnja 2006., Zagreb - 1. Globalizacija i neoliberalizam (Refleksije na hrvatsko društvo) Arhivirana inačica izvorne stranice od 28. studenoga 2007. (Wayback Machine) 19. travnja 2006., Zagreb \| - - European Union and Global Democracy Arhivirana inačica izvorne stranice od 30. rujna 2009. (Wayback Machine), Davorka Vidović i Raffaele Marchetti (ur.), 2010. - Euroscepticism and European Integration Arhivirana inačica izvorne stranice od 30. rujna 2009. (Wayback Machine), Krisztina Arató i Petr Kaniok (ur.), 2009. - Geopolitički aspekti nafte i vode Arhivirana inačica izvorne stranice od 30. rujna 2009. (Wayback Machine), Igor Dekanić i Vladimir Lay (ur.), 2008. - Globalization of Politics Arhivirana inačica izvorne stranice od 30. rujna 2009. (Wayback Machine), Anđelko Milardović, Davor Pauković i Davorka Vidović (ur.), 2008. - Kriza i transformacija političkih stranaka Arhivirana inačica izvorne stranice od 2. travnja 2012. (Wayback Machine), Anđelko Milardović, Dražen Lalić i Zoran Malenica (ur.), 2007. - Lustration and Consolidation of Democracy and the Rule of Law in Central and Eastern Europe Arhivirana inačica izvorne stranice od 2. travnja 2012. (Wayback Machine), Vladimíra Dvořáková i Anđelko Milardović (ur.), 2007. - Transition in Central and Eastern European Countries: Experiences and Future Perspectives Arhivirana inačica izvorne stranice od 30. rujna 2009. (Wayback Machine), Pero Maldini i Davorka Vidović (ur.), 2007. - Globalizacija i neoliberalizam: Refleksije na hrvatsko društvo Arhivirana inačica izvorne stranice od 21. srpnja 2009. (Wayback Machine), Davor Pauković i Davorka Vidović (ur.), 2006. Vanjske poveznice - Službene stranice Centra za politološka istraživanja - časopis Suvremene teme/Contemporary Issues Arhivirana inačica izvorne stranice od 13. veljače 2010. (Wayback Machine) \| |
| - - European Union and Global Democracy Arhivirana inačica izvorne stranice od 30. rujna 2009. (Wayback Machine), Davorka Vidović i Raffaele Marchetti (ur.), 2010. - Euroscepticism and European Integration Arhivirana inačica izvorne stranice od 30. rujna 2009. (Wayback Machine), Krisztina Arató i Petr Kaniok (ur.), 2009. - Geopolitički aspekti nafte i vode Arhivirana inačica izvorne stranice od 30. rujna 2009. (Wayback Machine), Igor Dekanić i Vladimir Lay (ur.), 2008. - Globalization of Politics Arhivirana inačica izvorne stranice od 30. rujna 2009. (Wayback Machine), Anđelko Milardović, Davor Pauković i Davorka Vidović (ur.), 2008. - Kriza i transformacija političkih stranaka Arhivirana inačica izvorne stranice od 2. travnja 2012. (Wayback Machine), Anđelko Milardović, Dražen Lalić i Zoran Malenica (ur.), 2007. - Lustration and Consolidation of Democracy and the Rule of Law in Central and Eastern Europe Arhivirana inačica izvorne stranice od 2. travnja 2012. (Wayback Machine), Vladimíra Dvořáková i Anđelko Milardović (ur.), 2007. - Transition in Central and Eastern European Countries: Experiences and Future Perspectives Arhivirana inačica izvorne stranice od 30. rujna 2009. (Wayback Machine), Pero Maldini i Davorka Vidović (ur.), 2007. - Globalizacija i neoliberalizam: Refleksije na hrvatsko društvo Arhivirana inačica izvorne stranice od 21. srpnja 2009. (Wayback Machine), Davor Pauković i Davorka Vidović (ur.), 2006. - Službene stranice Centra za politološka istraživanja - časopis Suvremene teme/Contemporary Issues Arhivirana inačica izvorne stranice od 13. veljače 2010. (Wayback Machine) |

| - - European Union and Global Democracy Arhivirana inačica izvorne stranice od 30. rujna 2009. (Wayback Machine), Davorka Vidović i Raffaele Marchetti (ur.), 2010. - Euroscepticism and European Integration Arhivirana inačica izvorne stranice od 30. rujna 2009. (Wayback Machine), Krisztina Arató i Petr Kaniok (ur.), 2009. - Geopolitički aspekti nafte i vode Arhivirana inačica izvorne stranice od 30. rujna 2009. (Wayback Machine), Igor Dekanić i Vladimir Lay (ur.), 2008. - Globalization of Politics Arhivirana inačica izvorne stranice od 30. rujna 2009. (Wayback Machine), Anđelko Milardović, Davor Pauković i Davorka Vidović (ur.), 2008. - Kriza i transformacija političkih stranaka Arhivirana inačica izvorne stranice od 2. travnja 2012. (Wayback Machine), Anđelko Milardović, Dražen Lalić i Zoran Malenica (ur.), 2007. - Lustration and Consolidation of Democracy and the Rule of Law in Central and Eastern Europe Arhivirana inačica izvorne stranice od 2. travnja 2012. (Wayback Machine), Vladimíra Dvořáková i Anđelko Milardović (ur.), 2007. - Transition in Central and Eastern European Countries: Experiences and Future Perspectives Arhivirana inačica izvorne stranice od 30. rujna 2009. (Wayback Machine), Pero Maldini i Davorka Vidović (ur.), 2007. - Globalizacija i neoliberalizam: Refleksije na hrvatsko društvo Arhivirana inačica izvorne stranice od 21. srpnja 2009. (Wayback Machine), Davor Pauković i Davorka Vidović (ur.), 2006. - Službene stranice Centra za politološka istraživanja - časopis Suvremene teme/Contemporary Issues Arhivirana inačica izvorne stranice od 13. veljače 2010. (Wayback Machine) |

| - 12. Informacijsko društvo i globalizacija: Transformacija političkog Međunarodni znanstveni skup, Dubrovnik, 22. listopada 2010. - 11. Suverenitet u doba globalizacije Međunarodni znanstveni skup, Dubrovnik, 23. listopada i 24. listopada 2009. - 10. Suočavanje s prošlošću Međunarodni znanstveni skup, Zagreb, 23. travnja 2009. - 9. Globalizacija kulture Arhivirana inačica izvorne stranice od 15. srpnja 2009. (Wayback Machine) Međunarodni znanstveni skup, Dubrovnik, 17. listopada i 18. listopada 2008. - 8. Europska unija i globalna demokracija Međunarodni znanstveni skup, Zagreb, 29. svibnja 2008. - 7. Globalizacija politike[neaktivna poveznica] Međunarodni znanstveni skup, Dubrovnik, 12. listopada i 13. listopada 2007. - 6. Lustracija i konsolidacija demokracije i vladavina prava u Srednjoj i Istočnoj Europi Arhivirana inačica izvorne stranice od 10. listopada 2007. (Wayback Machine) Međunarodni znanstveni skup, Zagreb, 24. svibnja 2007. - 5. Euroskepticizam i europske integracije Arhivirana inačica izvorne stranice od 13. lipnja 2007. (Wayback Machine) Međunarodni znanstveni skup, Zagreb, 12. travnja i 13. travnja 2007. - 4. Geopolitički aspekti nafte i vode Arhivirana inačica izvorne stranice od 13. lipnja 2007. (Wayback Machine) 15. prosinca 2006., Zagreb - 3. Tranzicija u zemljama Srednje i Istočne Europe: iskustva i perspektive Arhivirana inačica izvorne stranice od 31. svibnja 2008. (Wayback Machine) Međunarodni znanstveni skup, Dubrovnik, 3. studenog i 4. studenog 2006. - 2. Transformacija političkih stranaka Arhivirana inačica izvorne stranice od 13. lipnja 2007. (Wayback Machine) 28. lipnja 2006., Zagreb - 1. Globalizacija i neoliberalizam (Refleksije na hrvatsko društvo) Arhivirana inačica izvorne stranice od 28. studenoga 2007. (Wayback Machine) 19. travnja 2006., Zagreb \| - - European Union and Global Democracy Arhivirana inačica izvorne stranice od 30. rujna 2009. (Wayback Machine), Davorka Vidović i Raffaele Marchetti (ur.), 2010. - Euroscepticism and European Integration Arhivirana inačica izvorne stranice od 30. rujna 2009. (Wayback Machine), Krisztina Arató i Petr Kaniok (ur.), 2009. - Geopolitički aspekti nafte i vode Arhivirana inačica izvorne stranice od 30. rujna 2009. (Wayback Machine), Igor Dekanić i Vladimir Lay (ur.), 2008. - Globalization of Politics Arhivirana inačica izvorne stranice od 30. rujna 2009. (Wayback Machine), Anđelko Milardović, Davor Pauković i Davorka Vidović (ur.), 2008. - Kriza i transformacija političkih stranaka Arhivirana inačica izvorne stranice od 2. travnja 2012. (Wayback Machine), Anđelko Milardović, Dražen Lalić i Zoran Malenica (ur.), 2007. - Lustration and Consolidation of Democracy and the Rule of Law in Central and Eastern Europe Arhivirana inačica izvorne stranice od 2. travnja 2012. (Wayback Machine), Vladimíra Dvořáková i Anđelko Milardović (ur.), 2007. - Transition in Central and Eastern European Countries: Experiences and Future Perspectives Arhivirana inačica izvorne stranice od 30. rujna 2009. (Wayback Machine), Pero Maldini i Davorka Vidović (ur.), 2007. - Globalizacija i neoliberalizam: Refleksije na hrvatsko društvo Arhivirana inačica izvorne stranice od 21. srpnja 2009. (Wayback Machine), Davor Pauković i Davorka Vidović (ur.), 2006. Vanjske poveznice - Službene stranice Centra za politološka istraživanja - časopis Suvremene teme/Contemporary Issues Arhivirana inačica izvorne stranice od 13. veljače 2010. (Wayback Machine) \| |
| - - European Union and Global Democracy Arhivirana inačica izvorne stranice od 30. rujna 2009. (Wayback Machine), Davorka Vidović i Raffaele Marchetti (ur.), 2010. - Euroscepticism and European Integration Arhivirana inačica izvorne stranice od 30. rujna 2009. (Wayback Machine), Krisztina Arató i Petr Kaniok (ur.), 2009. - Geopolitički aspekti nafte i vode Arhivirana inačica izvorne stranice od 30. rujna 2009. (Wayback Machine), Igor Dekanić i Vladimir Lay (ur.), 2008. - Globalization of Politics Arhivirana inačica izvorne stranice od 30. rujna 2009. (Wayback Machine), Anđelko Milardović, Davor Pauković i Davorka Vidović (ur.), 2008. - Kriza i transformacija političkih stranaka Arhivirana inačica izvorne stranice od 2. travnja 2012. (Wayback Machine), Anđelko Milardović, Dražen Lalić i Zoran Malenica (ur.), 2007. - Lustration and Consolidation of Democracy and the Rule of Law in Central and Eastern Europe Arhivirana inačica izvorne stranice od 2. travnja 2012. (Wayback Machine), Vladimíra Dvořáková i Anđelko Milardović (ur.), 2007. - Transition in Central and Eastern European Countries: Experiences and Future Perspectives Arhivirana inačica izvorne stranice od 30. rujna 2009. (Wayback Machine), Pero Maldini i Davorka Vidović (ur.), 2007. - Globalizacija i neoliberalizam: Refleksije na hrvatsko društvo Arhivirana inačica izvorne stranice od 21. srpnja 2009. (Wayback Machine), Davor Pauković i Davorka Vidović (ur.), 2006. - Službene stranice Centra za politološka istraživanja - časopis Suvremene teme/Contemporary Issues Arhivirana inačica izvorne stranice od 13. veljače 2010. (Wayback Machine) |

| - - European Union and Global Democracy Arhivirana inačica izvorne stranice od 30. rujna 2009. (Wayback Machine), Davorka Vidović i Raffaele Marchetti (ur.), 2010. - Euroscepticism and European Integration Arhivirana inačica izvorne stranice od 30. rujna 2009. (Wayback Machine), Krisztina Arató i Petr Kaniok (ur.), 2009. - Geopolitički aspekti nafte i vode Arhivirana inačica izvorne stranice od 30. rujna 2009. (Wayback Machine), Igor Dekanić i Vladimir Lay (ur.), 2008. - Globalization of Politics Arhivirana inačica izvorne stranice od 30. rujna 2009. (Wayback Machine), Anđelko Milardović, Davor Pauković i Davorka Vidović (ur.), 2008. - Kriza i transformacija političkih stranaka Arhivirana inačica izvorne stranice od 2. travnja 2012. (Wayback Machine), Anđelko Milardović, Dražen Lalić i Zoran Malenica (ur.), 2007. - Lustration and Consolidation of Democracy and the Rule of Law in Central and Eastern Europe Arhivirana inačica izvorne stranice od 2. travnja 2012. (Wayback Machine), Vladimíra Dvořáková i Anđelko Milardović (ur.), 2007. - Transition in Central and Eastern European Countries: Experiences and Future Perspectives Arhivirana inačica izvorne stranice od 30. rujna 2009. (Wayback Machine), Pero Maldini i Davorka Vidović (ur.), 2007. - Globalizacija i neoliberalizam: Refleksije na hrvatsko društvo Arhivirana inačica izvorne stranice od 21. srpnja 2009. (Wayback Machine), Davor Pauković i Davorka Vidović (ur.), 2006. - Službene stranice Centra za politološka istraživanja - časopis Suvremene teme/Contemporary Issues Arhivirana inačica izvorne stranice od 13. veljače 2010. (Wayback Machine) |